# 倭村 (長野県下高井郡)
倭村（やまとむら）は長野県下高井郡にあった村。現在の中野市の北東端、千曲川・夜間瀬川右岸にあたる。

## 地理
- 河川：千曲川、夜間瀬川

## 歴史
- 1889年（明治22年）4月1日 - 町村制の施行により、柳沢村・田上村・岩井村の区域をもって発足。
- 1954年（昭和29年）7月1日 - 中野町・日野村・延徳村・平野村・長丘村・平岡村・高丘村・科野村と合併して中野市が発足。同日倭村廃止。

## 交通

### 鉄道路線
- 長野電鉄
  - 河東線
    - 柳沢駅 - 田上駅